# 河野好光
河野 好光（かわの よしみつ、1981年8月8日 - ）は、日本の元ラグビー選手。

## プロフィール
- 山梨県出身。
- ポジションはスタンドオフ(SO)、センター(CTB)。
- 身長 173cm、体重 80kg
- 関東代表に選ばれたことがある[1]。

## 略歴
2000年、日川高校卒業後、日本大学に入学する。
2003年、日本大学ラグビー部の副将に就任した。
2004年、日本大学卒業後、リコーブラックラムズに加入。同年10月23日に行われたジャパンラグビートップリーグ第6節のヤマハ発動機ジュビロ戦に途中出場で公式戦初出場を果たす。
2013年12月にはトップリーグ通算100試合出場達成。
2014年、現役を引退した。